# Cyrtandra bismarckiensis
Cyrtandra bismarckiensis är en tvåhjärtbladig växtart som beskrevs av Rudolf Schlechter. Cyrtandra bismarckiensis ingår i släktet Cyrtandra och familjen Gesneriaceae. Inga underarter finns listade i Catalogue of Life.